# Vergara (Uruguay)
Vergara è un comune dell'Uruguay, situato nel Dipartimento di Treinta y Tres.